# Atlantisch-Semitische talen
De Atlantisch-Semitische talen vormen binnen de historische taalkunde een betwiste familie van Semitische, "Semitide" of para-Semitische talen. Deze theorie van Theo Vennemann heeft geen brede ondersteuning in academische kringen omdat ze gebaseerd zou zijn op schaarse en vaak verkeerd uitgelegde data.

## Theorie en argumenten
Volgens Vennemann vestigden Afro-Aziatische zeevaarders zich langs de Europese Atlantische kust en zouden zij verbonden zijn met de Europese megalithische culturen. Deze Afro-Aziaten zorgden voor een superstraatwerking op de Germaanse talen en een substraatwerking op de Eiland-Keltische talen. Hij stelde dat sprekers van het "Atlantisch" (Semitisch of Semitide) kustkoloniën stichtten vanaf het 5e millennium v.Chr. Op die manier zou het "Atlantisch" een invloed hebben uitgeoefend op het lexicon en de structuur van het Germaans en de structuur van het Eiland-Keltisch. In zijn Vascoonssubstraattheorie stelt Venneman bovendien dat sprekers van een Indo-Europese taal in Noord-Europa in contact gekomen zouden zijn met sprekers van Pre-Indo-Europese talen die rivieren, bergen en nederzettingen al een naam hadden gegeven in een taal die hij "Vascoons" noemt. Hij is echter van mening dat er aan de Atlantische kust toponiemen zijn die noch Vascoons, noch Indo-Europees zijn. Ze zouden echter zijn afgeleid van aan mediterrane Hamito-Semitische verwante talen.
Vennemann baseerde zijn theorie op de these dat Germaanse woorden zonder cognaten in andere Indo-Europese talen vaak tot semantische velden behoren die typisch zijn voor woorden die door superstraatontlening zijn overgenomen. Hij stelt eveneens Semitische/Semitide etymologieën voor voor woorden van onbekende of betwiste oorsprong. Zo verbindt hij het woord bij met het Egyptisch bj-t of de naam Éire (ouder *īwerijū) met *ʼj-wrʼ(m) 'eiland (van) koper' zoals in het Akkadische weriʼum 'koper'.
Ander bewijsmateriaal voor een Semitisch/Semitide superstraat bestaat uit een Semitische invloed op de Germaanse vorm van Indo-Europese ablautsysteem en overeenkomsten tussen het Germaans heidendom en de Mesopotamische mythologie, zoals parallellen tussen Freyja en Isjtar, godinnen van oorlog en liefde.
Het idee dat er een verband zou zijn tussen Eiland-Keltisch en Afro-Aziatisch gaat al terug op de Welshe renaissancegeleerde John Davies (1632). Dit idee werd in 1913 uitgewerkt door John Morris-Jones en verder ontwikkeld door Vennemann. Bovendien werd de hypothese ondersteund door Julius Pokorny (1927-1949). Vennemann identificeert deze Afro-Aziatische zeevaarders met de Feniciërs. Cruciaal is, naast lexicale overeenkomsten, de dominante woordvolgorde in het Eiland-Keltisch die afwijkt van andere Indo-Europese talen. Een andere belangrijke factor is de identificatie van de Picten. Vennemann was ervan overtuigd dat dezen een "Atlantische" taal spraken. Ook Heinrich Zimmer (1898) was deze mening toegedaan. De theorie geniet echter geen brede ondersteuning.
Intussen is Vennemann (deels) van deze theorie teruggekomen. De taal die een superstraatinvloed zou hebben uitgeoefend op het Germaans identificeert hij als het Punisch, de Semitische taal van de oude Carthagers, en het taalcontact zou niet in het 5e millennium v.Chr. hebben plaatsgevonden, maar in de 6e tot 3e eeuw v.Chr.

## Kritiek
Hayim Y. Sheynin, adjunct-hoogleraar Joodse literatuur aan het Gratz College, was heel kritisch op het werk Europa Vasconica - Europa Semitica (2003) waarin Vennemann zijn betoog deed voor het Semitische (Semitide) superstraat in de Germaanse talen. Hij besluit dat Vennemanns argumenten omwille van verschillende redenen onaanvaardbaar zijn. Sheynin stelt vast dat Vennemann belangrijke delen van zijn hoofdstelling baseert op lang gedateerde en kritisch verworpen literatuur en dat vele woorden die Vennemann voorstelt als bewijs van een Atlantisch-Semitisch superstraat niet meer dan slechts ad-hoc klankovereenkomsten. Hij beschouwt Vennemanns stellingen "aanstootgevend" en "belachelijk". Kort gezegd besluit Sheynin "dat [Vennemann] in dit boek niet enkel buist als vergelijkend taalkundige of etymoloog, maar zelfs in zijn beperkte specialisatie als germanist. ... Kortom, we beschouwen dit boek als een complete misser." 
Het boek werd ook gerecenseerd door Baldi en Page (Lingua 116, 2006). Ook zij zijn kritisch op het Germaanse aspect van zijn theorie. Er zijn geen Fenicische inscripties gevonden in Brittannië. Toch is het mogelijk dat handelaars het eiland hebben bezocht, waardoor het Eiland-Keltische deel van de theorie afhankelijk is van taalkundig bewijsmateriaal. Het vijfde millennium v.Chr. is zeer vroeg voor de aanwezigheid van Kelten in Brittannië in vergelijking met andere theorieën zoals die van Mallory, die ong. 1000 v.Chr. voorstelt. Daarentegen werd hiervoor (controversieel) recent het derde of vierde millennium v.Chr. voorgesteld door Gray en Atkinson, en nog controversiëler door Forster en Toth. Vennemanns visie op het oprichten van megalieten wordt niet ondersteund door de heersende stroming archeologen, die van mening zijn dat de megalieten een plaatselijke oorsprong hebben. Eska (1994) argumenteert dat de verandering van een niet-werkwoordsinitiële woordvolgorde in het vasteland-Keltisch naar een werkwoordsinitiële woordvolgorde in het Eiland-Keltisch intern gemotiveerd is. Baldi en Page zeggen dat de kracht van Vennemanns voorstellen ligt in zijn lexicale argumenten en dat deze een ernstige overweging verdienen. De herkomst van de Picten is onbekend, zoals blijkt door Jackson en Wainright en door Kitson en Forsyth. (Sinds ong. 2000 wordt algemeen aangenomen dat het Pictisch een Keltische taal is, aangezien er geen bewijs is voor het feit dat het een pre-Indo-Europese taal zou zijn.)